# François-Henri de Pérignon
François-Henri, marquis de Pérignon né le 23 janvier 1793 à Montech, et, mort le 19 octobre 1841 à Grenade, est un homme politique français.

## Biographie
Fils du maréchal Catherine-Dominique de Pérignon, il devient aide de camp du maréchal Joachim Murat et fait la campagne de Russie à ses côtés.
Napoléon le nomme chevalier de la Légion d'honneur le 4 août 1812. Chef d'escadron à la restauration puis lieutenant de cavalerie, il est admis à siéger à la Chambre des pairs le 23 février 1819, en remplacement de son père.

## Sources
- « François-Henri de Pérignon », dans Adolphe Robert et Gaston Cougny, Dictionnaire des parlementaires français, Edgar Bourloton, 1889-1891 [détail de l’édition]